# Wanty-Groupe Gobert/2015
Deze pagina geeft een overzicht van de Wanty-Groupe Gobert-wielerploeg in 2015.

## Algemeen
Algemeen manager: Jean-François Bourlart
Ploegleiders: Hilaire Van der Schueren, Steven De Neef, Sébastien Demarbaix, Jean-Marc Rossignon
Fietsmerk: Cube bikes
Kopmannen: Enrico Gasparotto & Björn Leukemans

## Transfers
| Inkomend          | Team 2014                   | Uitgaand           | Team 2015              |
| ----------------- | --------------------------- | ------------------ | ---------------------- |
| Enrico Gasparotto | Astana Pro Team             | Laurens De Vreese  | Astana Pro Team        |
| Marco Marcato     | Cannondale Pro Cycling Team | Jempy Drucker      | BMC Racing Team        |
| Yannick Eijssen   | BMC Racing Team             | Thomas Degand      | IAM Cycling            |
| Simone Antonini   | Marchiol Emisfero           | Wesley Kreder      | Roompot Oranje Peloton |
| Tom Devriendt     | Team 3M                     | Michel Kreder      | Roompot Oranje Peloton |
| Boris Dron        | Team 3M                     | Jérôme Gilbert     | Vérandas Willems       |
| Lander Seynaeve   | Stage                       | Kevin Seeldraeyers | Torku Şekerspor        |
|                   |                             | Gregory Habeaux    | Wallonie-Bruxelles     |
|                   |                             | Nico Sijmens       | Gestopt                |

## Renners
| Naam                | Geboortedatum | Nationaliteit | Ploeg 2014                  |
| ------------------- | ------------- | ------------- | --------------------------- |
| Simone Antonini     | 12-02-1991    | Italië        | Marchiol Emisfero           |
| Frederik Backaert   | 13-03-1990    | België        |                             |
| Jérôme Baugnies     | 01-04-1987    | België        |                             |
| Francis de Greef    | 02-02-1985    | België        |                             |
| Tim De Troyer       | 11-08-1990    | België        |                             |
| Tom Devriendt       | 29-10-1991    | België        | Team 3M                     |
| Boris Dron          | 17-03-1988    | België        | Team 3M                     |
| Yannick Eijssen     | 26-06-1989    | België        | BMC Racing Team             |
| Enrico Gasparotto   | 22-03-1982    | Italië        | Astana Pro Team             |
| Jan Ghyselinck      | 24-02-1988    | België        |                             |
| Roy Jans            | 15-09-1990    | België        |                             |
| Björn Leukemans     | 01-07-1977    | België        |                             |
| Marco Marcato       | 11-02-1984    | België        | Cannondale Pro Cycling Team |
| Marco Minnaard      | 11-04-1989    | Nederland     |                             |
| Danilo Napolitano   | 31-01-1981    | Italië        |                             |
| Fréderique Robert   | 25-01-1989    | België        |                             |
| Mirko Selvaggi      | 11-02-1985    | Italië        |                             |
| Lander Seynaeve     | 29-05-1992    | België        | Stage                       |
| Kevin Van Melsen    | 01-04-1987    | België        |                             |
| James Vanlandschoot | 26-08-1978    | België        |                             |
| Frederik Veuchelen  | 04-09-1978    | België        |                             |

## Overwinningen
Ster van Bessèges
2e etappe: Roy Jans
Ronde van de Finistère
Winnaar: Tim De Troyer
Boucles de la Mayenne
3e etappe: Danilo Napolitano
Ronde van Limburg
Winnaar: Björn Leukemans
Grote Prijs Jef Scherens
Winnaar: Björn Leukemans
Druivenkoers Overijse
Winnaar: Jérôme Baugnies
Schaal Sels
Winnaar: Robin Stenuit
2008 · 2009 · 2010 · 2011 · 2012 · 2013 · 2014 · 2015 · 2016 · 2017 · 2018 · 2019 · 2020 · 2021 · 2022 · 2023 · 2024 · 2025